# Liste des personnages de Wariwulf

Ceci est la liste des personnages de la série de livres Wariwulf créée par Bryan Perro.
- Haut – A
- B
- C
- D
- E
- F
- G
- H
- I
- J
- K
- L
- M
- N
- O
- P
- Q
- R
- S
- T
- U
- V
- W
- X
- Y
- Z

## A
- Aï : c'est le chef de l'ordre du Bouc.

## E
- Éléctra : elle était la princesse de Byzance avant de se marier avec Hitovo (le frère jumeau de Varka) et de devenir la reine de Veliko Tarnovo. Elle rencontrera Varka et fera un enfant (Le Râjâ) avec, sans toutefois savoir qui il était vraiment (ils étaient tous deux transformés en loups par l'intermédiaire du lac sacré).

## G
- Grand W'rn : c'est le premier fils du Râjâ et de Sumuhu'aley.

## H
- Hitovo : c'est le frère jumeau de Varka. Il a aussi habité avec les loups, mais ces derniers le rejetaient car il avait trop l'attitude d'un homme (il jouait des mauvais tours, etc.). Il a été le roi de Veliko Tarnovo.
- Hény*: cofondateur de l'ordre du bouc.

## L
- Lune W'rn : c'est le troisième enfant du Râjâ et de Sumuhu'aley.

## M
- Misis : elle est amoureuse du Râjâ. Lorsqu'il partit en Égypte dans le tome 2, Séléné (désormais une fantôme) et Nosor Al Shaytan lui enseignèrent tout ce qu'ils savaient. Après avoir tué le Râjâ à la fin du tome 3, les hyrcanoïs la jetèrent dans le lac sacré sur ordre du Séléné, où cette dernière est venue la chercher (elle est donc morte).
- Mort W'rn : c'est le deuxième enfant du Râjâ et de Sumuhu'alay.
- Mystagogue: c'était le bras droit de Hitovo quand il était roi avant de devenir un conseiller politique important de la ville d'Odessos pour finalement devenir souverain de Veliko Tarnovo après avoir pris la ville à Électra.

## N
- Nosor Al Shaytan : Deuxième propriétaire de Varka, il tua Hitovo (le prenant pour son esclave en fuite). Devenu fou à la suite d'une chute qui manqua de le tuer, Séléné (devenue une fantôme) profite de sa faiblesse pour en faire son serviteur. Il enseigna à Misis la discrétion et l'utilisation des poisons. Après la mort d'Électra, il devint le père adoptif de Rong. Il meurt dans le désert, Rong refusant de l'enterrer (il croyait que Varka était son vrai père et en voulait à Nosor de lui avoir ' 'caché' ' la vérité). Dans ce même désert, il abrita des années plus tard Sénosiris pendant quelques jours, sous la forme d'un fantôme.

## R
- Le Râjâ : aussi connu sous le nom d'Osiris-Path, de Pan et de W'rn. C'est le personnage principal du deuxième et troisième tome. Son père est Varka. Dans le deuxième tome, il est responsable du massacre des nouveau-nés juifs (sauf un qu'il donne à un couple hébergé par le pharaon), ainsi que des nouveau-nés égyptiens des environs. C'est ce dernier geste qui l'oblige à l'exil au pays de D'mt. Il est tué par Misis car il lui avait caché qu'il avait des enfants avec une autre femme (Sumuhu'alay) dans le pays en question.
- Rong : c'est le fils de Sénosiris et d'Éléctra, et donc le demi-frère du Râjâ. Il est albinos et souffre de ce qui ressemble à des crises d'épilepsie lorsqu'il est en contact avec les rayons de la pleine lune.

## S
- Sénosiris : il est Égyptien, amoureux d'Éléctra, c'est aussi le professeur du Râjâ et le père de Rong. Il meurt d'une maladie prenant la forme d'une bosse sous-cutanée grossissante (sans doute le cancer), tandis que lui et Rong se dirigeaient vers Veliko Tarnovo.
- Sumuhu'aley : elle habite dans le pays de D'mt. Elle tombe amoureuse du W'rn (qui n'est autre que le Râjâ) et a trois enfants avec.
- Sélénée : C'est une dactyle, ancienne femme d'Hitovo, tuée accidentellement par ce dernier lorsqu'elle est transformée en loup, à la recherche de Varka. Dans le tome 2, elle devint une fantôme et enseigna à Misis les secrets des dactyles (tandis qu'elle utilisait Nosor Al Shaytan comme serviteur). Dans le tome 3, son esprit n'est plus assez puissant pour se manifester, mais elle parlera au Râjâ, puis à Misis, respectivement lorsqu'il se baigne dans le lac sacré et lorsqu'elle s'endort en compagnie du premier près du même lac. Après que Misis ait tué le Râjâ, c'est elle qui demanda aux hyrcanoï de la jeter dans le lac sacré.

## V
- Varka : aussi connu sous le nom de la bête et d'Avatah. C'est le personnage principal du premier tome. C'est le père du Râjâ. Il a été élevé par des loups. Il est mort, assassiné sur l'ordre de la mère de Séléné, qui croyait qu'il était le Loup bleu et que, après avoir fertilisé Éléctra, son devoir sur Terre était fini. Il a reçu une flèche dans sa gorge, ce qui le blessa mortellement. La seule joie dans sa vie a été l'amour qu'il a partagé avec Éléctra. Personne ne sut qu'il était le grand loup gris, sauf Séléné. Varka était un grand athlèle, malgré son manque de poids, puisqu'il avait vécu la plus grande partie de son enfance avec les loups, aiguisant ainsi ses instincts animaux.

## W
- Waorwen : c'est la première des Hyrcanoï. Elle tombe amoureuse du Râjâ et, pour cette raison, Misis l'emprisonne et la bat. Aï, qui fut pendant un temps placé dans une cellule adjacente à la sienne, tomba amoureux d'elle (bien qu'il semble s'agir d'un stratagème de celle-ci pour s'échapper). Lors du siège du sanctuaire par l'Ordre du Bouc, Misis la tue, espérant trouver en elle le Daman-zan (alors qu'en fait, il s'agit de Rong), mais les autres hyrcanoï utiliseront leurs pouvoirs pour la ressusciter.